# Ратошин-Другий
Ратошин-Другий (пол. Ratoszyn Drugi) — село в Польщі, у гміні Ходель Опольського повіту Люблінського воєводства.
Населення — 665 осіб (2011).

## Демографія
Демографічна структура станом на 31 березня 2011 року:
|          | Загалом | Допрацездатний вік | Працездатний вік | Постпрацездатний вік |
| -------- | ------- | ------------------ | ---------------- | -------------------- |
| Чоловіки | 327     | 69                 | 215              | 43                   |
| Жінки    | 338     | 76                 | 185              | 77                   |
| Разом    | 665     | 145                | 400              | 120                  |